# Höchste unbestiegene Berge

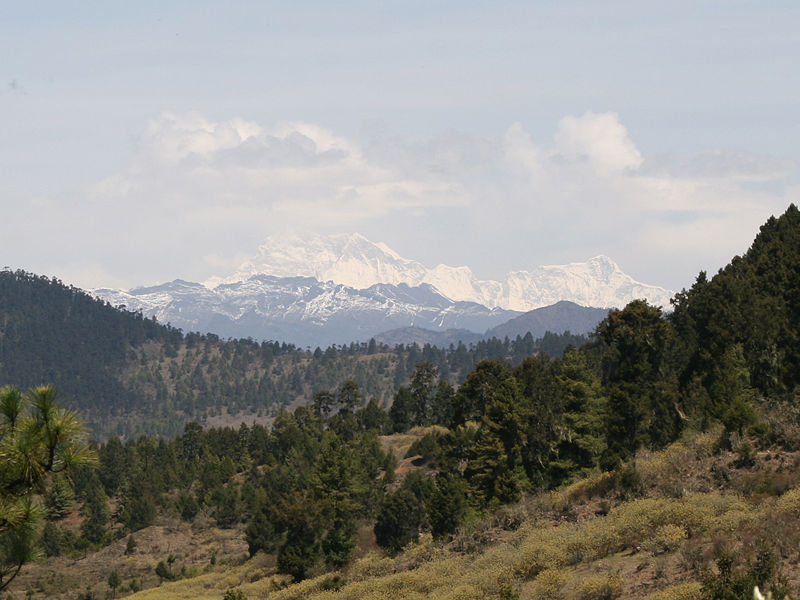
Gangkhar Puensum, höchster unbestiegener Berg

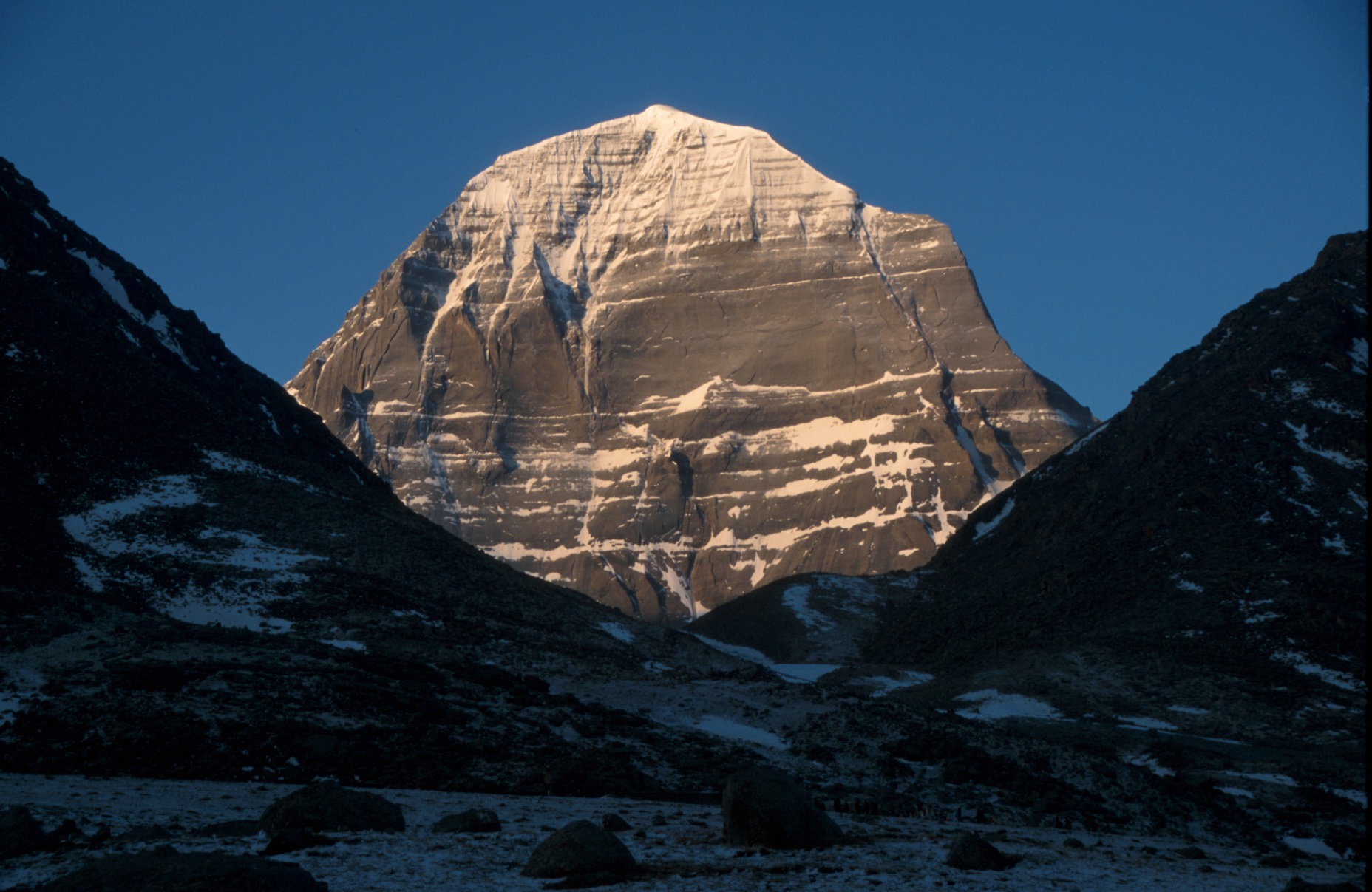
Heiliger Berg Kailash, der bekannteste unbestiegene Berg

Über die höchsten unbestiegenen Berge der Erde gibt es widersprüchliche Angaben. Schwierigkeiten bei der Bestimmung ergeben sich aus unzureichendem Wissen über vergangene Besteigungen sowie verschiedenen Mess- und Definitionsproblemen.

## Höchster bislang unbestiegener Berg
Der Status als höchster bislang unbestiegener Berg oder einer bestimmten Region ist somit zuweilen umstritten und kann unter Umständen nicht mit absoluter Sicherheit bestimmt werden.
Als zurzeit höchster unbestiegener Berg der Erde gilt nach Angaben verschiedener Bergsteiger-Websites der 7570 m hohe Gangkhar Puensum im Himalaya. Er liegt in Bhutan, auf oder in der Nähe der Grenze zu China mit dortigem Tibet. Seit 1994 werden aus religiösen Gründen keine Besteigungsgenehmigungen mehr für die hohen Berge in Bhutan erteilt. In den 1980er Jahren waren verschiedene Besteigungsversuche gescheitert.
Der Gangkhar Puensum könnte seinen Status als höchster unbestiegener Berg zum Beispiel durch eine Definitionsänderung des Begriffs Berg verlieren, wenn man Gipfel und Erhebungen im Grat mit einer Schartenhöhe (Prominenz) von deutlich unter 500 m im Himalaya als Berg anerkennen würde, dann könnte der Lhotse Middle East (8372 m) zum höchsten unbestiegenen Berg avancieren.
Seitdem der Gangkhar Puensum offiziell nicht mehr bestiegen werden darf, wird die Frage nach dem zweithöchsten Berg gestellt, für den bislang keine Besteigungen allgemein bekannt sind. Nach der Erstbesteigung des Saser Kangri II Ost (7513 m), eines Berges mit einer Schartenhöhe von 1450 m, am 24. August 2011 galt der 7453 m hohe Muchu Chhish (Schartenhöhe 263 m) in der „Batura-Mauer“ im westlichen Karakorum als Kandidat. Dessen Gipfel wurde wiederum am 5. Juli 2024 erreicht.
Da mittlerweile die höchsten Berge aller Kontinente bestiegen sind, die weniger hohen unbestiegenen Berge kaum bekannt sind und zudem der Status unbestiegen schwer zu verifizieren ist, richtet sich das alpinistische Interesse heute mehr auf die Erstbegehung schwieriger Routen an den höchsten und bekanntesten Bergen und Wänden der Erde. Diese Unterfangen sind im Vergleich zu den noch unbestiegenen Sechs- und Siebentausendern meist auch technisch eine deutlich größere Herausforderung. Trotzdem genießen Erstbesteigungen immer noch eine besondere Faszination in der Öffentlichkeit.

## Liste von unbestiegenen Gipfeln mit mehr als 7000 Metern Höhe
Diese Liste enthält 27 bislang unbestiegene, mehr als 7000 m hohe Gipfel (Stand 22. September 2011). Der Prominenz-Mindestwert liegt hier bei 150 m.
| Rang | Gipfel                     | Höhe (in m) | Schartenhöhe (in m) | Bezugsberg          | Staat                     | Gebirge   | Gebirgszug       |
| ---- | -------------------------- | ----------- | ------------------- | ------------------- | ------------------------- | --------- | ---------------- |
| 1    | Gangkhar Puensum           | 7570        | 2995                | Kangchendzönga      | Bhutan/China (Tibet)      | Himalaya  |                  |
| 3    | Summa Ri I                 | 7302        | 202                 | Skilbrum            | Pakistan                  | Karakorum | Baltoro Muztagh  |
| 4    | Saser Kangri Plateau Peak  | 7287        | 207                 | Saser Kangri        | Indien                    | Karakorum | Saser Muztagh    |
| 5    | Lapche Kang III            | 7250        | 570                 | Lapche Kang         | China (Tibet)             | Himalaya  | Lapche Himal     |
| 6    | Apsarasas Kangri III       | 7236        | 416                 | Apsarasas Kangri II | Indien/China (Xinjiang)   | Karakorum | Siachen Muztagh  |
| 7    | Karjiang I                 | 7221        | 895                 | Kula Kangri         | China (Tibet)             | Himalaya  |                  |
| 8    | Tongshanjiabu              | 7207        | 1757                | Gangkhar Puensum    | Bhutan/China (Tibet)      | Himalaya  |                  |
| 9    | Skyang Kangri West         | 7174        | 194                 | Skyang Kangri       | Pakistan/China (Xinjiang) | Karakorum | Baltoro Muztagh  |
| 10   | Chamar Süd                 | 7161        | 219                 | Chamar              | Nepal                     | Himalaya  |                  |
| 11   | Namcha Barwa II            | 7146        | 166                 | Namcha Barwa        | China (Tibet)             | Himalaya  |                  |
| 12   | Asapurna I                 | 7140        | 262                 | Annapurna I         | Nepal                     | Himalaya  | Annapurna Himal  |
| 13   | Praqpa Kangri              | 7134        | 668                 | Skilbrum            | Pakistan                  | Karakorum | Baltoro Muztagh  |
| 14   | Annapurna Dakshin Nord Ost | 7125        | 454                 | Annapurna Süd       | Nepal                     | Himalaya  | Annapurna Himal  |
| 15   | Teri Kang                  | 7125        | 454                 | Tongshanjiabu       | Bhutan                    | Himalaya  |                  |
| 16   | Sanglung                   | 7095        | 995                 | Namcha Barwa        | China (Tibet)             | Himalaya  |                  |
| 17   | Sia Kangri II              | 7093        | 401                 | Sia Kangri          | Pakistan/China (Xinjiang) | Karakorum | Baltoro Muztagh  |
| 18   | Himlung II                 | 7092        | 272                 | Himlung             | Nepal                     | Himalaya  |                  |
| 19   | Urdok Kangri II            | 7082        | 232                 | Urdok I             | Pakistan/China (Xinjiang) | Karakorum | Baltoro Muztagh  |
| 20   | Mandu Kangri II            | 7081        | 121                 | Mandu Kangri        | Pakistan                  | Karakorum | Masherbrum-Berge |
| 21   | Asapurna II                | 7069        | 156                 | Annapurna I         | Nepal                     | Himalaya  | Annapurna Himal  |
| 22   | Malangutti Sar Süd         | 7061        | 157                 | Malangutti Sar      | Pakistan                  | Karakorum | Hispar Muztagh   |
| 23   | Zongophu Kang              | 7047        | 1383                | Tongshanjiabu       | Bhutan/China (Tibet)      | Himalaya  |                  |
| 24   | Karjiang II                | 7045        | 195                 | Karjiang I          | China (Tibet)             | Himalaya  |                  |
| 25   | Shudu Tsenpa               | 7024        | 547                 | Pauhunri            | Indien/China (Tibet)      | Himalaya  |                  |
| 26   | Lapche Kang III West       | 7020        | 120                 | Lapche Kang II      | China (Tibet)             | Himalaya  | Lapche Himal     |
| 27   | Sherpi Kangri Ost          | 7000        | 480                 | Sherpi Kangri       | Pakistan/Indien           | Karakorum | Saltoro-Berge    |